# Heinrich Steyer
Karl Heinrich Steyer (* 31. Januar 1834 in Naundorf bei Freiberg; † 5. Dezember 1887 ebenda) war ein deutscher konservativer Politiker.

## Leben und Wirken
Steyer besuchte zunächst die Volksschule in Naundorf, bevor er zwei Jahre an die Bürgerschule nach Freiberg wechselte. 1852/53 genoss er eine weiterführende Ausbildung an der landwirtschaftlichen Akademie Tharant. Er übernahm das Mühlengut in Naundorf, das zuvor sein Vater besessen hatte. Von 1883 bis zu seinem Tod vertrat er den 15. ländlichen Wahlkreises in der II. Kammer des Sächsischen Landtags.
Seine Brüder Ernst Steyer (1842–1900) und Philipp Steyer (1839–1907) waren ebenfalls Landtagsabgeordnete im Königreich Sachsen.